# Fyfe (rivière)
Pour les articles homonymes, voir Fyfe.
La rivière Fyfe  (en anglais : Fyfe River) est un cours d’eau de la région de Tasman, dans l’Île du Sud de la Nouvelle-Zélande.

## Géographie
Elle prend naissance dans la chaîne des “Marino Mountains » près du Mont Owen (en) et s’écoule vers le nord, puis le sud et le sud-ouest, pour rejoindre la rivière Owen, un affluent du fleuve Buller, qui ensuite se jette dans la Mer de Tasman .
Le Department of Conservation-maintient en état le chemin de randonnée, qui suit la rivière et qui peut être utilisé pour accéder au Mont Owen.